# Landkreis Waldrode

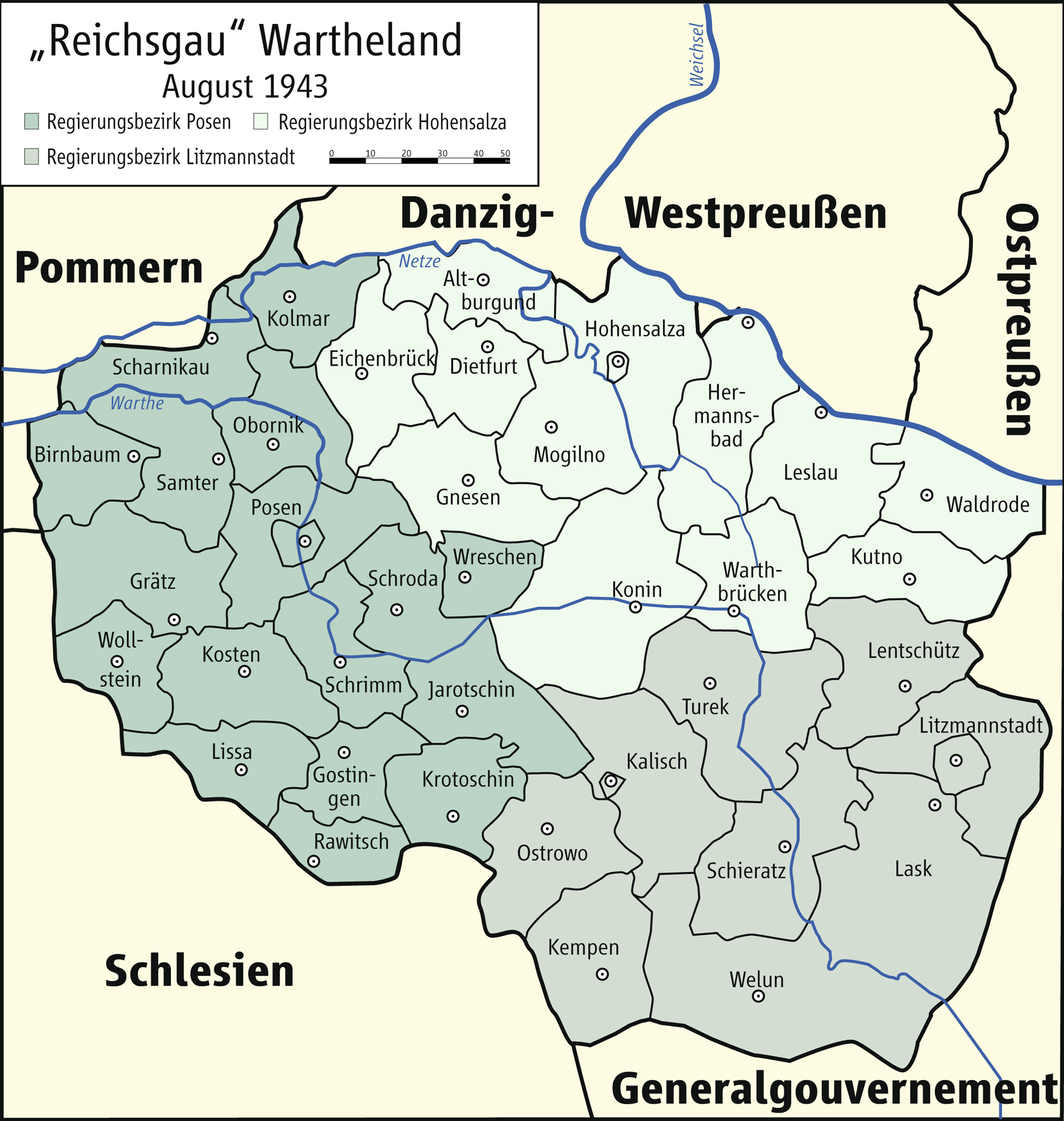
Regierungsbezirke und Kreise im Reichsgau Wartheland

Landkreis Waldrode war während des Zweiten Weltkrieges der Name einer deutschen Verwaltungseinheit im besetzten Polen (1939–45).

## Vorgeschichte (1793 bis 1807)
Das Gebiet um die westpolnische Stadt Gostynin gehörte nach der Zweiten Teilung Polens von 1793 bis 1807 vorübergehend als eigener Kreis Gostin zur preußischen Provinz Südpreußen.

## Verwaltungsgeschichte
Zu Beginn des Zweiten Weltkrieges besetzten deutsche Truppen den westpolnischen Powiat Gostynin, die Kreisstadt Gostynin wurde am 16. September 1939 eingenommen.
Am 26. Oktober 1939 wurde der Powiat zunächst Teil des Generalgouvernements.
Am 20. November 1939 wurde der Powiat unter der Bezeichnung Landkreis Waldrode an das Deutsche Reich angeschlossen, was als einseitiger Akt der Gewalt völkerrechtlich aber unwirksam war. Der Landkreis wurde Teil des Regierungsbezirkes Hohensalza im Reichsgau Wartheland.
Sitz des deutschen Landratsamtes wurde die Kreisstadt Gostynin.
Der Name des Landkreises wurde in der Folge mehrere Male geändert (am 21. Mai 1941 in Landkreis Gasten, am 24. Juli 1942 in Landkreis Waldrode (Gostynin) und am 7. Oktober 1942 schließlich wieder in Landkreis Waldrode).
Mit dem Einmarsch der Roten Armee im Januar 1945 endete die deutsche Besetzung.

## Politik

### Landkommissar
1939–9999: ?

### Landräte
1939–1940: ?
1941–1945: Wolfgang Stäber

## Kommunale Gliederung
Der Landkreis Waldrode gliederte sich in eine Stadtgemeinde (Gostynin), die restlichen Ortschaften waren in zunächst 13, ab dem 1. Oktober 1942 in 9 Amtsbezirken zusammengefasst.

## Größe
Der Landkreis Waldrode hatte eine Fläche von 1146 km².

## Bevölkerung
Der Landkreis Waldrode hatte im Jahre 1941: 81.312 meist polnische Einwohner.
Die deutschen Besatzungsbehörden vertrieben zwischen dem 1. Dezember 1939 und dem 31. Dezember 1943 über 18.000 Polen aus dem Gebiet.
Die jüdische Bevölkerung wurde zunächst in Ghettos in Gostynin, Gąbin und Sanniki zusammengezogen und 1942 im Vernichtungslager Chełmno ermordet.
Eine kleine deutsche Minderheit lebte seit dem 16. Jahrhundert verstreut im Kreisgebiet (im Jahre 1897 noch 13 % der Kreisbevölkerung, seitdem aber geschrumpft und assimiliert), die deutschen Besatzungsbehörden siedelten zusätzlich Deutsche an. Gegen Ende der Besetzung verließ der Großteil das Kreisgebiet.

## Ortsnamen
Am 18. Mai 1943 erhielten alle Orte mit einer Post- oder Bahnstation deutsche Namen, dabei handelte es sich meist um lautliche Angleichungen, Übersetzungen oder freie Erfindungen.
Liste der Städte und Amtsbezirke im "Landkreis Waldrode":
| polnischer Name | deutscher Name (1943–1945)                             | polnischer Name    | deutscher Name (1943–1945) |
| --------------- | ------------------------------------------------------ | ------------------ | -------------------------- |
| Czermno         | Czermno                                                | Nowy Duninów       | Dunau                      |
| Dobrzyków       | Weichselhöh                                            | Pacyna             | Patzingen                  |
| Gąbin           | 1939–1945 Gombin                                       | Sanniki            | Sannikau                   |
| Gostynin        | 1939–1941 Waldrode 1941–1942 Gasten 1942–1945 Waldrode | Skrzany            | Skrzany                    |
| Kozice          | 1939–1943 Kozice 1943–1945 Kositz                      | Słubice            | Schlubitz                  |
| Łąck            | 1939–1943 Lack 1943–1945 Lonsch                        | Szczawin Kościelny | Schauenkirch               |
| Lucień          | 1939–1943 Lucien 1943–1945 Lutzen                      |                    |                            |